# Flugplatz Seedorf

i7
i11
i13
Der Flugplatz Seedorf (ICAO-Code: EDXS) ist ein Sonderlandeplatz im Landkreis Rotenburg (Wümme). Er verfügt über eine 450 Meter lange und 30 Meter breite Graspiste und ist für Segelflugzeuge, Motorsegler, Ultraleichtflugzeuge und Motorflugzeuge mit einem Höchstabfluggewicht von bis zu zwei Tonnen zugelassen.

## Zwischenfälle
Am 16. Juni 2007 führten die Piloten dreier Flugzeuge auf dem Weg von Hoogeveen in den Niederlanden nach Oskarshamn in Schweden aufgrund schlechten Wetters eine Sicherheitslandung auf dem geschlossenen und daher unbesetzten Flugplatz Seedorf durch. Nach Wetterbesserung starteten zwei der drei Flugzeuge wieder und kreisten über dem Platz, um auf die dritte Maschine zu warten. Da es bei dem dritten Flugzeug zu Verzögerungen kam, flogen die zwei bereits gestarteten Maschinen nach Osten ab. Kurz nach dem Start stürzte die dritte Maschine, eine Robin DR 400-160, ab und schlug circa 150 Meter hinter dem Bahnende der Piste 06 auf dem Boden auf. Das Flugzeug explodierte und brannte vollständig aus. Die 61-jährige Pilotin, der 63-jährige Copilot und ein Passagier kamen ums Leben.